# رود خرم‌آباد
رود خرم‌آباد از دره‌های بخش سربند شرق بروجرد در استان لرستان سرچشمه می‌گیرد و پس از گذشتن از اراضی جوراب به رودی که از طرف جوزان و گردنهٔ اراک می‌آید یکی شده، در دشت ملایر جاری می‌گردد. این رود در شمال آبادی هزارجریب، کلیل‌آباد با رود دیگری که از طرف ازندریان و جوکار می‌آید، ملحق گشته در جنوب غربی باباکمال وارد تنگهٔ کوهستانی می‌شود و پس از گذشتن از تنگهٔ مزبور از شهرستان ملایر خارج و وارد شهرستان نهاوند می‌گردد و به رود گاماسیاب منتهی می‌شود. این رود در قسمت علیا کلان نامیده می‌شود و چون او کنار آبادی حرم‌آباد می‌گذرد، به نام رود حرم‌آباد نامیده می‌شود. رودهای کوچک و خشک‌رودهایی که در فصل بارندگی دارای آب می‌باشد، همگی به این رود متصل می‌گردد.